# Dorothée Fierz
Dorothée Fierz (* 10. September 1947 in Esslingen) ist eine bis 2006 aktive Schweizer Politikerin (FDP) und ehemaliges Verwaltungsratsmitglied der Flughafen Zürich AG.

## Biografie
Fierz schloss 1968 die Lehrerinnenausbildung ab und sammelte danach Berufserfahrung auf allen Stufen der Volksschule. 1986 wurde sie als erste Frau in den Gemeinderat (Exekutive) von Egg gewählt. In der Gemeinde leitete sie das Sozialamt und präsidierte die Vormundschafts- und die Fürsorgebehörde. 1991 bis 1999 war sie auch Zürcher Kantonsrätin. Von 1991 bis 1999 war sie Mitglied der Kantonalen Strafvollzugskommission und 1997 bis 1999 Mitglied der Eidgenössischen Flüchtlingskommission.
1999 wurde Fierz in den Regierungsrat im Kanton Zürich gewählt. Als Regierungsrätin stand sie der kantonalen Baudirektion vor. 2005 bis 2006 war sie Präsidentin des Zürcher Regierungsrates. 
Am 4. Mai 2006 trat Fierz nach Streitigkeiten mit Regierungsrätin Rita Fuhrer und aufgrund einer vermuteten Verletzung des Amtsgeheimnisses zurück. Sie wurde angeklagt, jedoch vollständig freigesprochen.
Fierz ist mit dem Immobilienexperten Kaspar Fierz verheiratet und Mutter zweier Kinder.